# Judgment Day (WWE)
Judgment Day was een jaarlijks professioneel worstel-pay-per-view (PPV) dat georganiseerd werd door de Amerikaanse worstelorganisatie World Wrestling Entertainment (WWE). Het evenement debuteerde in 1998 als een In Your House evenement, toen het bedrijf nog World Wrestling Federation (WWF) heette. In 2000 kwam het evenement als een jaarlijkse PPV evenement voor WWE. Met de toepassing van de brand extension, werd het evenement in 2004 exclusief voor SmackDown!. Het laatste evenement was in 2009 en werd vervangen in 2010 door Over The Limit.

## Chronologie
| Editie | Datum           | Stad                      | Locatie                      | Main Event                                                                                            |
| ------ | --------------- | ------------------------- | ---------------------------- | --- |
| IYH    | 18 oktober 1998 | Rosemont, Illinois        | Rosemont Horizon             | The Undertaker vs. Kane voor de WWF Championship                                                      |
| 2000   | 21 mei 2000     | Louisville, Kentucky      | Freedom Hall                 | The Rock (c) vs. Triple H in a 60-Minute Iron Man match voor het WWF Championship                     |
| 2001   | 20 mei 2001     | Sacramento, Californië    | ARCO Arena                   | Stone Cold Steve Austin (c) vs. The Undertaker in een No Holds Barred match voor het WWF Championship |
| 2002   | 19 mei 2002     | Nashville, Tennessee      | Gaylord Entertainment Center | Hollywood Hogan (c) vs. The Undertaker voor het Undisputed WWE Championship                           |
| 2003   | 18 mei 2003     | Charlotte, North Carolina | Charlotte Coliseum           | Brock Lesnar (c) vs. The Big Show in een Stretcher match voor het WWE Championship                    |
| 2004   | 16 mei 2004     | Los Angeles, Californië   | Staples Center               | Eddie Guerrero (c) vs. John "Bradshaw" Layfield voor het WWE Championship                             |
| 2005   | 22 mei 2005     | Minneapolis, Minnesota    | Target Center                | John Cena (c) vs. John "Bradshaw" Layfield in een "I Quit" match voor het WWE Championship            |
| 2006   | 21 mei 2006     | Phoenix, Arizona          | US Airways Center            | Rey Mysterio (c) vs. John "Bradshaw" Layfield voor de World Heavyweight Championship                  |
| 2007   | 20 mei 2007     | Saint Louis, Missouri     | Scottrade Center             | John Cena (c) vs. The Great Khali voor het WWE Championship                                           |
| 2008   | 18 mei 2008     | Omaha, Nebraska           | Qwest Center Omaha           | Triple H (c) vs. Randy Orton in een Steel Cage match voor het WWE Championship                        |
| 2009   | 17 mei 2009     | Rosemont, Illinois        | Allstate Arena               | Edge (c) vs. Jeff Hardy voor het World Heavyweight Championship                                       |